# Lunamatrona
Lunamatrona (en sardo: Luamadrò) es un municipio de Italia de 1.819 habitantes en la provincia de Cerdeña del Sur, región de Cerdeña.

## Evolución demográfica
| Gráfica de evolución demográfica de Lunamatrona entre 1861 y 2001 |
|                                                                   |
| Fuente ISTAT - Elaboración gráfica de Wikipedia                   |